# Trịnh Duy Đại
Trịnh Duy Đại (chữ Hán: 鄭惟岱, ? - 1517) là tướng Đại Việt cuối thời Lê sơ, người làng Thủy Chú, xã Xuân Thắng, huyện Thọ Xuân, Thanh Hoá, Việt Nam.

## Tiểu sử
Trịnh Duy Đại là cháu nội của Trịnh Khắc Phục, một công thần khai quốc nhà Hậu Lê.Ông Trịnh Khắc Phục sinh 8 người con trai là Trịnh Bá Nhai, Trịnh Trọng Ngạn, Trịnh Trọng Phong, Trịnh Thúc Thông, Trịnh Thúc Tùng,Trịnh Đại Hưng, Trịnh Như Sơn và Trịnh Quý Nham. Trong đó ông Trịnh Trọng Ngạn sinh ba con trai là Trịnh Duy Thận, Trịnh Duy Đại và Trịnh Duy Sản. (theo gia phả họ Trịnh Khắc Phục - làng Vân Đô, huyện Đông Sơn, tỉnh Thanh Hóa).

## Phế lập
Nhờ tập ấm của ông nội, Trịnh Duy Đại thăng tiến khá nhanh, làm chức Thương thư Bộ Hộ thời Lê Tương Dực, rồi được thăng làm Văn quận công.
Tháng 4 năm 1516, em ông là Trịnh Duy Sản giết Lê Tương Dực và họp tông thất và đại thần bàn bạc lập vua mới. Duy Sản định lập con của Mục Ý vương Lê Doanh là Lê Quang Trị năm đó lên 8 tuổi làm vua, nhưng một đại thần khác là Vũ Tá hầu Phùng Mại không ủng hộ. Do đó Duy Sản lập anh họ của Quang Trị, tức con của Cẩm Giang vương Sùng là Lê Y làm vua, tức là Lê Chiêu Tông.
Tuy nhiên, Trịnh Duy Đại và Tường quận công Phùng Dĩnh không đồng tình lập Lê Y mà vẫn muốn lập Lê Quang Trị. Phùng Dĩnh sai lực sĩ giết Phùng Mại ở nhà nghị sự và lập Quang Trị làm vua. Quang Trị vừa lên ngôi được 3 ngày, chưa kịp đổi niên hiệu mới, thì Trịnh Duy Đại rước vào Tây Kinh (Thanh Hóa).
Ít lâu sau, Trịnh Duy Sản và số đông các đại thần tránh thế mạnh của quân khởi nghĩa Trần Cảo, cũng đưa Chiêu Tông vào Tây Kinh. Cuối tháng 5 năm 1516, Trịnh Duy Đại thế yếu muốn trở về theo Chiêu Tông bèn giết chết Quang Trị cùng hai người em.

## Bị giết
Trịnh Duy Sản tập hợp lực lượng các lộ tấn công chiếm lại Thăng Long, đưa vua Lê Chiêu Tông trở về kinh thành. Trần Cảo phải rút lui về Lạng Nguyên.
Tình hình tạm yên, các tướng nhà Lê lại quay sang đánh nhau. Các đại thần chia làm hai phe: họ Trịnh và họ Nguyễn. Người cùng họ Trịnh Duy Đại là Trịnh Tuy dàn quân đánh nhau với Nguyễn Hoằng Dụ ngay tại kinh thành.
Trịnh Duy Đại cùng chú Hoằng Dụ là Nguyễn Văn Lự hẹn nhau cùng vào gặp vua Chiêu Tông để hòa giải hai họ. Khi đến trước điện, Văn Lự bất ngờ lấy tờ sớ bí mật trong tay áo đưa ra, tâu với Chiêu Tông rằng: Trịnh Tuy cùng Trịnh Duy Đại bàn mưu với nhau lập Nguyễn Tùng là con Nguyễn Trinh làm ngụy chúa, định làm việc bạo nghịch lớn.
Lê Chiêu Tông bèn sai bắt luôn Duy Đại cùng thủ hạ của ông là các tướng do Trịnh Bá Quát đứng đầu đem chém. Sau đó Chiêu Tông sai bêu đầu ông ra ngoài cửa dinh tướng Trần Chân. Không rõ năm đó Trịnh Duy Đại bao nhiêu tuổi.